# 알리 아미니
알리 아미니(1905년 12월 12일~1992년 12월 12일)는 이란의 정치가이다. 1961년부터 이듬해까지 이란 제국의 총리를 지냈다.
1905년 테헤란에서 태어났다. 카자르 왕조의 5대 샤였던 모자파르 앗딘 샤 카자르의 외손자이다. 페르시아와 프랑스에서 교육을 받았으며 그르노블 대학교 법대를 졸업한 후 파리에서 박사 학위를 받았다.
37세 나이에 아흐마드 가밤 내각에서 처음 장관직을 지냈으며, 한때 모하마드 모사데그의 국민전선에 가담했다가 1952년 탈당했다. 파즐롤라 자헤디 내각에서 경제부장관을 지냈으며 1955년까지 유임되었다. 같은 해 그는 주미 대사로 임명되어 3년간 재임했다. 1950년대 들어 그는 총리 후보의 물망에 올랐으며 1961년 총리로 지명되었다. 그러나 이듬해 그의 총리직은 샤의 측근이자 비르잔드 지방의 대지주인 아사돌라 알람으로 교체되었다.
1970년대 들어, 70대 나이에 그는 이란 정치계에 복귀하도록 요구되었다. 팔라비 왕조의 말기에 그는 황제의 조언자로 일하였다. 1979년 이란 이슬람 혁명이 발생하자 프랑스로 망명하였다. 프랑스 파리에서 그의 87세 생일에 사망했다.